# Automobile Club du Mont-Blanc
Pour les articles homonymes, voir Automobile Club.
L'Automobile Club du Mont-Blanc est une  association basée à Annecy (Haute-Savoie), créée le 14 juin 1923 sous l'impulsion du docteur François Varay et de notables annéciens, dont Francis Crolard (qui en sera le premier président). Son but est de défendre les intérêts généraux des premiers automobilistes. C'est plus de 50 membres qui adhéreront à l'association dès la première année.

## Historique
Le premier siège du Club était placé rue Sommeiller à Annecy. Il a ensuite déménagé rue Camille Dunand, toujours à Annecy, de 1939 jusqu’en 1954. À cette date, le Club prend possession des locaux actuels à la Résidence, 15 rue de la Préfecture à Annecy. Ces locaux seront inaugurés l'année suivante le 24 juin 1955 en présence du Préfet de Haute-Savoie, M. Canet, du Maire d'Annecy, M. Charles Bosson, du Président de l'Automobile Club de France et de FIA (Fédération Internationale de l'Automobile), M. le comte de Liedekerke de Beaufort et du Président de l'Automobile Club du Mont-Blanc, M. Charles Chevalier.
Les activités de l'Automobile Club du Mont-Blanc sont multiples. Elles couvrent la formation au permis de conduire, la sensibilisation a sécurité, la prévention des accidents et l'organisation de plusieurs événements ludiques et sportifs. 
- Manifestations de concours d’élégance.
- Participation aux Rallyes, le rallye des Alpes françaises, le rallye Monte-Carlo, la course de Côte des Montets à Chamonix, le Tour de France automobile, etc ..
- Organisation de compétitions automobiles nationales et locales[6].
  - Rallye Paris Evian[7] qui deviendra le Rallye du Mont-Blanc[8]. Les premières affiches signées de l'Automobile Club du Mont-Blanc montrent ses capacités d'organisation d'alors.
  - Course de côte de Megève. Elle sera gagnée en 1954 Par Benoit Musy sur Maserati[9]
  - Course de voitures type « racer »[10], petites monoplaces construites à partir d'éléments provenant d'autres véhicules de grande diffusion.

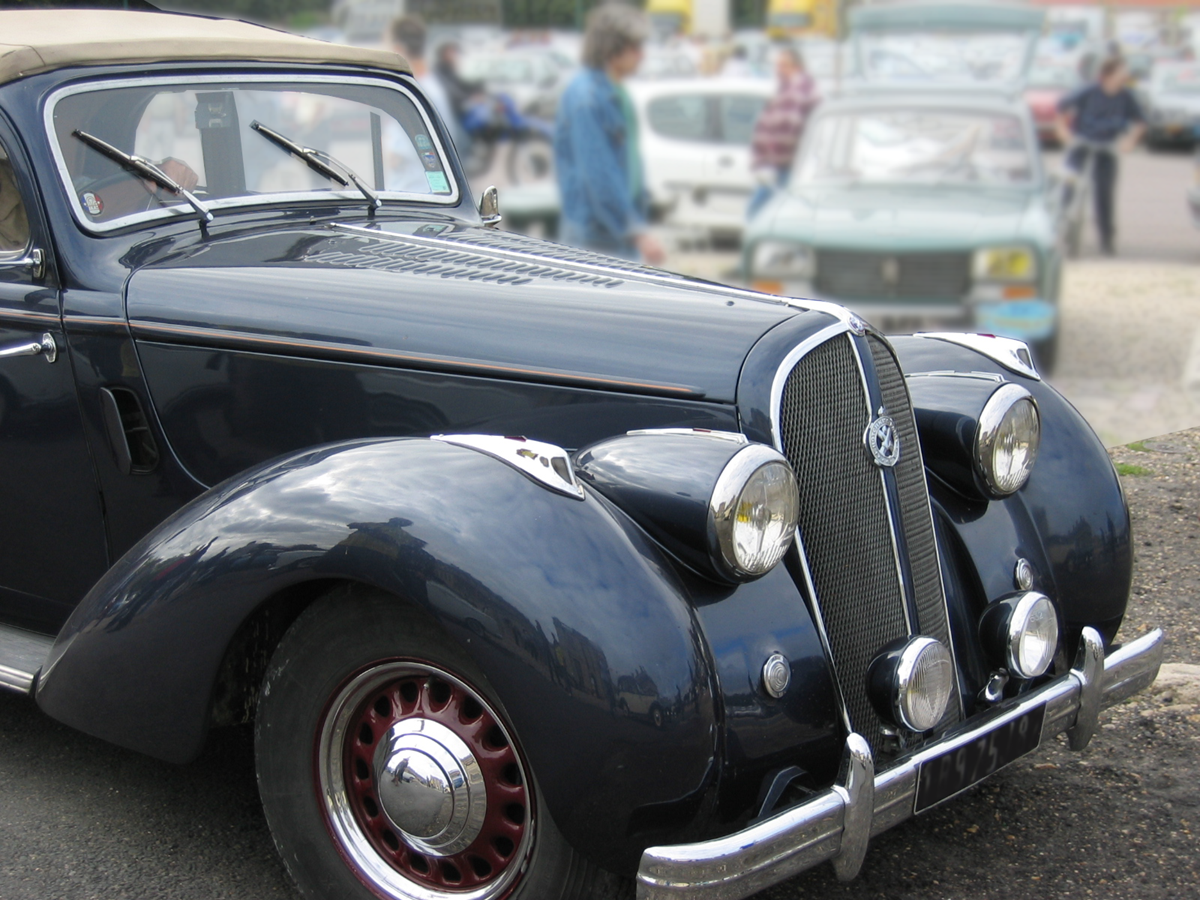
Hotchkiss Grand Sport type 686, 1937.

En 1950, deux des membres de l'Automobile Club, Marcel Becquart fondateur du Rallye du Mont-Blanc et Henri Secret, futur Président de l’A.S.A.C., l'Association Sportive de l'Automobile Club du Mont-Blanc, sont les vainqueurs du Rallye Monte-Carlo sur Hotchkiss 686 GS no 23.
En 1951, Marcel Becquart participe aux 24 Heures du Mans, associé à Gordon Wilkins sur une Jowett Jupiter (1 486 cm3). Ils finiront en 22e position. Il renouvelle sa participation en 1952,1953, 1954 et 1955. Il reprend le volant en 1960 et 1961 sur une TR4S.
En avril 1953, Marcel Becquart tisse des premiers liens avec le London Motor Club. Les membres de celui-ci sont invités à participer à une épreuve ayant lieu à Annecy le weekend suivant les 24H du Mans. 
L’association sportive devient indépendante de l’Automobile Club du Mont-Blanc en mai 1952. Une nouvelle réglementation  du Ministère des Sports exige la création d'une entité indépendante rattachée à la FFSA (Fédération Française du Sport Automobile).
En 1955, l'Automobile Club créé son premier centre de sécurité, un des premiers en France. Il s'agit de faire des tests de prévention sur les véhicules des membres. On vérifie amortisseurs, freins, éclairage et même carburation (pollution).
À partir de 1955, l'Automobile Club du Mont-Blanc reçoit la délégation des examens du permis de conduire, jusqu'en 1961 date à laquelle elle le transfère à la Préfecture. 
Le 12 juillet 1956, L'Automobile Club du Mont-Blanc par l’intermédiaire de son président d'alors, anglophile et anglophone Marcel Becquart fait partie de la délégation emmenée par Charles Bosson, Maire d'Annecy, accompagné d'Henri Davignon, Maire Adjoint, pour aller mettre au point le jumelage avec Cheltenham.
Le 1er mai 1958, l'Automobile Club lance une nouvelle manifestation : la Ronde de l'Amitié. C'est une promenade ludique, culturelle et familiale organisée sur une journée. Elle deviendra très vite populaire, on comptera certaines années trois cent équipages. Le résultat économique de la journée était versé à la Société de Saint Vincent de Paul. Cette manifestation s’arrête en 1991. Elle renaît en 2014.
De même en 1972, l'Automobile Club du Mont-Blanc reçoit la délégation des examens du permis de conduire international, jusqu'en 2000.
En 1973, l'Automobile Club fête ses 50 ans et ses 5 000 membres. Quelques jours plus tard c'est au tour du centre de sécurité d'être mis en avant.
Le 18 février 1978, l'automobile Club inaugure son centre de contrôle technique fixe situé dans un bâtiment sur la zone de Vovray sous la présidence de M. Gayet.
En 1980, à l'occasion du 32e Rallye du Mont-Blanc (30 et 31 mai), l'Automobile Club organise les "Journées Automobiles" alliant des défilés de mode, des opérations de promotion pour la profession automobile et des épreuves sur deux jours pour véhicules anciens (adresse, gymkhana et régularité).
En 1990, comme pour la plupart des Automobile Clubs s'en étant équipés, l'ACMB vendra ses installations de contrôle de sécurité à une entreprise indépendante pour répondre aux exigences de la réglementation.
Depuis 2009, Annecy le Vieux est avec Lugano, Clermont-Ferrand et Montauban (depuis 2015) ville départ du Rallye Monte-Carlo des Énergies Nouvelles. L'ACMB en assure l'organisation et les formalités de départ à Annecy le Vieux.
- en mars 2012, le team Perrissoud (Honda), originaire d'Annecy, arrivait en deuxième position[23]
- en mars 2013, l'épreuve était gagnée au :
  - classement général par l’équipage Jean Verrier/Jean Rich (team Perrissoud/Honda)
  - classement combiné par équipe par l’équipe originaire d'Annecy, le team Perrissoud (Honda)[24]

Le 4 octobre 2013, le Président et les Membres du Conseil inaugurent les locaux rénovés du 15 rue de la Préfecture en présence de Georges-François Leclerc, Préfet de la Haute-Savoie et de nombreuses personnalités.

## Missions
- Informer ses membres sur les évolutions prochaines des modes de transport et favoriser leur acceptation,
- Prendre en compte toutes les mobilités et faciliter leur cohabitation,
- Augmenter le nombre de ses adhérents en proposant de nouveaux services et de nouvelles activités.
  - Vignette suisse, stage de récupération de points, assistance juridique, technique et dépannage,
- Créer du lien, développer de l’animation autour du sujet automobile,
- Représenter ses membres devant les instances locales.

## Objectifs
- Élargir le nombre des adhérents :
  - Cibler les jeunes conducteurs,
- Garantir l’indépendance financière de l’association,
- Recruter de nouveaux bénévoles, les faire évoluer vers des responsabilités dans le CA et le bureau,
- Se faire « qualifier » comme champion de la nouvelle mobilité et de la sécurité.

## Activités
L'Automobile Club du Mont-Blanc est le partenaire privilégié de l’ASAC Mont-Blanc, organisateur d’épreuves classiques et de prestige : tel que le Rallye Mont-Blanc Morzine et co-organisateur d’épreuves locales: Rallye de Faverges, Rallye des Bauges, etc.
L'Automobile Club du Mont-Blanc toujours avec l'ASAC Mont-Blanc est un des partenaires de l’Automobile Club de Monaco, en particulier sur les Rallyes véhicules à énergies nouvelles. À ce titre les vérifications techniques de l'édition 2015 ont été assurées par l’Automobile Club.
L'Automobile Club du Mont-Blanc est l'organisateur de la Ronde de l’Amitié, la 37e édition en 2016, le 1er mai 2016
L'Automobile Club du Mont-Blanc est l'organisateur du 2e Rassemblement de la « Mobilité Électrique », démonstration par l’usage et le partage d’expériences, le 8 octobre 2016, à l'aéroport d'Annecy Mont-Blanc.
En 2017, l'Automobile Club du Mont-Blanc organisera l'ACMB e-Tour, un evenement"Mobilité Électrique" d'envergure départementale.(13 mai)  

## Partenariat
Outre les coopérations et partenariats sur les activités listées ci-dessus, L'automobile Club du Mont-Blanc entretient des relations privilégiées avec le Touring Club de Suisse (TCS) et plus particulièrement sa section genevoise.